# Stefano Okaka
Stefano Okaka Chuka (Castiglione del Lago, 9 agosto 1989) è un calciatore italiano, attaccante svincolato.
Detto Il Soldato Dell'Umbria, è un attaccante di manovra, molto forte fisicamente e veloce, pecca invece storicamente nella finalizzazione.

## Biografia
Nato in Italia da genitori nigeriani, ha una sorella gemella, Stefania, pallavolista che gioca nel ruolo di schiacciatrice, e un fratello maggiore, Carlo, agente suo e della sorella.

## Carriera

### Club

#### Gli inizi
Okaka mosse i suoi primi passi calcistici con il Sanfatucchio (ora SF Castiglione del Lago) passando poi al Centro Italia Parma (oggi Pievese) nel 2001. Le qualità messe in mostra nelle due stagioni con la società umbra attirarono l'attenzione degli osservatori del Cittadella, da cui fu ingaggiato nel 2003. In anticipo di due anni sulla categoria, esordì nella squadra Allievi.
Conteso da club italiani ed europei come il Milan e l'Aston Villa, fu convinto dal responsabile del settore giovanile della Roma, Bruno Conti, che riuscì a portarlo nella Capitale nel 2004 su segnalazione di Zbigniew Boniek.
Anche nella Roma fu schierato nella squadra Allievi ma, dopo 11 gol in altrettanti incontri di campionato, il tecnico Alberto De Rossi lo inserì nella squadra Primavera, nella quale realizzò altri 20 gol e con la quale vinse il campionato di categoria 2004-2005. Segnò in semifinale alla Juventus e in finale contro l'Atalanta (2-0). Fu anche il più giovane marcatore della storia del Torneo di Viareggio, andando a segno contro il Bayern Monaco.

#### Roma e vari prestiti
Venne convocato in prima squadra nel campionato 2004-2005, dove sedette in panchina alla trentesima giornata in Udinese-Roma (3-3). Esordì con la prima squadra il 29 settembre 2005 durante l'incontro di ritorno di Coppa UEFA contro l'Aris Salonicco, divenendo in tal modo il più giovane giocatore italiano a disputare una partita nelle coppe europee. Il successivo 8 dicembre realizzò il suo primo gol tra i professionisti in Napoli-Roma (0-3), valevole per gli ottavi di finale della Coppa Italia, diventando il più giovane marcatore nella storia della competizione.
Il debutto in Serie A avvenne il 18 dicembre 2005, a 16 anni e 125 giorni, nel corso dell'incontro Sampdoria-Roma (1-1); nove mesi più tardi, il 17 settembre 2006, a 17 anni e 38 giorni, giunse anche il primo gol in Serie A, nel corso di Siena-Roma (1-3), partita nella quale subentrò a Totti. Infine, il 27 settembre 2006 esordì in Champions League, nel corso dell'incontro Valencia-Roma (2-1).
Nel 2007-2008 venne mandato in prestito al Modena, in Serie B, dove trovò spazio, realizzando 7 gol in 33 incontri.
Nell'estate del 2008 tornò alla Roma, questa volta facendo parte a tutti gli effetti della prima squadra. Dopo 9 presenze nella parte iniziale del campionato, il 2 febbraio 2009, ultimo giorno del mercato invernale, venne ceduto in prestito al Brescia, in Serie B, dove realizzò 2 reti in 16 partite.
Nel 2009-2010, a 20 anni, ritornò alla Roma. L'8 agosto 2009 segnò il suo primo gol nelle coppe europee nel ritorno del terzo turno preliminare di UEFA Europa League contro il Gand, partita terminata 7-1 in favore dei giallorossi.
Il 1º febbraio 2010, un giorno dopo avere realizzato un gol di tacco contro il Siena, fissando il punteggio sul 2-1 finale negli ultimi minuti, venne ceduto in prestito al Fulham, con cui debuttò da titolare due giorni dopo nella vittoria contro il Portsmouth (1-0). Siglò la sua prima rete con la maglia dei Cottagers il 14 febbraio 2010 nella gara di FA Cup contro il Notts County. Il 4 aprile 2010 segnò contro il Wigan la sua prima rete in Premier League.
Il 5 gennaio 2011 venne ceduto in prestito al Bari. Il giorno successivo esordì e segnò il suo primo gol nel derby contro il Lecce. Alla fine della stagione tornò a Roma e, pur non partecipando al ritiro, giocò entrambe le partite della Roma in Europa League contro gli slovacchi dello Slovan Bratislava.

#### Parma, Spezia e Sampdoria
Il 22 gennaio 2012 passò al Parma a titolo temporaneo con diritto di riscatto. A fine stagione il Parma non esercitò il diritto di riscatto, ma il 20 agosto 2012 i gialloblù lo acquistarono a titolo gratuito e definitivo, per poi girarlo in prestito secco allo Spezia, con cui Okaka disputò il campionato di Serie B 2012-2013.
Il 31 gennaio 2014 la Sampdoria comunicò di aver acquisito a titolo definitivo dal Parma i diritti sportivi del calciatore.. Il 9 febbraio esordì con la maglia blucerchiata, giocando dal primo minuto la partita Sampdoria-Cagliari 1-0. Concluse la sua stagione tra Parma e Sampdoria con 13 presenze e 5 gol totali. Nella stagione 2014-2015 segnò 4 gol in 34 presenze, sempre con la Sampdoria.

#### Gli anni all’estero e il ritorno in Italia
Il 27 luglio 2015 venne acquistato dai belgi dell'Anderlecht per 3,3 milioni di euro. Per l'attaccante si trattò della seconda esperienza all'estero, dopo quella al Fulham nel 2010. Esordì il 2 agosto seguente contro l'OH Leuven (0-2). Mise a segno la sua prima rete con la nuova maglia il 30 agosto nella vittoria per 3-0 contro il Westerlo. Il 18 ottobre 2015 realizzò la sua prima doppietta nel match vinto 4-0 contro lo Zulte Waregem. Nella sua prima stagione in Belgio giocò 45 partite complessive, segnando 16 gol (33 presenze e 14 gol in campionato).
Il 29 agosto 2016 l'attaccante venne ceduto al Watford, allenato dal connazionale Walter Mazzarri. Esordì in Premier League il 10 settembre nella vittoria esterna sul West Ham (2-4), entrando a dodici minuti dalla fine del match e ricevendo un cartellino giallo. Poco dopo, rimediò un infortunio alla coscia che lo costrinse a saltare ben sette match di campionato. Tornò in campo il 19 novembre nella gara vinta contro i campioni in carica del Leicester. Il 10 dicembre siglò una doppietta (nonché la prima rete con la maglia del Watford) nella gara casalinga contro l'Everton, terminata 3-2.
Terminò il campionato con 19 presenze e 4 gol. La stagione seguente segnò un solo gol in 15 partite di Premier, nel 3-3 contro il Liverpool. Nel 2018-2019 giocò solo due partite, totalizzando 40 presenze e 5 gol in due anni e mezzo.
L'8 gennaio 2019 passò in prestito all'Udinese ed il 19 gennaio, alla prima presenza, realizzò la sua prima rete con la maglia bianconera nel match perso per 1-2 contro il Parma, sua ex squadra. In 16 partite segnerà 6 gol, comprese 2 doppiette consecutive. Il 2 settembre dello stesso anno fece ritorno all’Udinese, firmando un contratto triennale.

#### Istanbul Basaksehir
L'8 settembre 2021 venne ceduto a titolo definitivo all'İstanbul Başakşehir, con cui siglò un contratto biennale. Il 19 settembre segnò la prima rete in terra turca, realizzando la rete del momentaneo 1-0 contro il Fenerbahçe. Una settimana dopo, nel match contro il Çaykur Rizespor, valevole per la settima giornata di campionato, realizzò la tripletta decisiva, consegnando la vittoria alla propria squadra. L'11 agosto 2022 segnò la prima rete europea in UEFA Conference League, nel successo per 3-0 sul Breidablik nel ritorno del terzo turno preliminare.
Il 18 agosto 2023, dopo aver messo insieme 69 presenze e 19 gol, rescinde il proprio contratto con il club.

### Nazionale
Al compimento dei 18 anni, nel 2007, ottenne la cittadinanza italiana, rendendosi così disponibile per giocare con le nazionali giovanili. Tra il 2007 e il 2008 ha giocato nelle selezioni Under-19 e Under-20.
Il 17 novembre 2009 esordì in nazionale Under-21, con il CT Pierluigi Casiraghi, nella partita Lussemburgo-Italia (0-4) valida per le qualificazioni all'Europeo 2011. Il 3 marzo 2010 realizzò il primo gol con l'Under-21 nella partita Italia-Ungheria (2-0) disputata a Rieti.
Convocato dal CT Antonio Conte, esordì nella nazionale maggiore in occasione dell'amichevole Italia-Albania del 18 novembre 2014, entrando il campo al 65º minuto e segnando l'unico gol dell'incontro (anche se alcune fonti, tra cui la UEFA, lo hanno considerano un'autorete del giocatore albanese Hamdi Salihi). Durante la sua biennale gestione, Conte lo convocherà in altre tre occasioni.
Il 13 novembre 2020, dopo 4 anni e mezzo di assenza, fu richiamato in nazionale dal CT Roberto Mancini, in sostituzione dell’infortunato Moise Kean, per le gare di UEFA Nations League contro la Polonia e la Bosnia Erzegovina. Due giorni dopo fece il suo esordio in Nations League nella gara casalinga al Mapei Stadium di Reggio Emilia contro la Polonia, subentrando a Andrea Belotti.

## Statistiche

### Presenze e reti nei club
Statistiche aggiornate al 19 agosto 2023.
| Stagione                   | Squadra                    | Campionato                 | Campionato | Campionato | Coppe nazionali | Coppe nazionali | Coppe nazionali | Coppe continentali | Coppe continentali | Coppe continentali | Altre coppe | Altre coppe | Altre coppe | Totale | Totale |
| Stagione                   | Squadra                    | Comp                       | Pres       | Reti       | Comp            | Pres            | Reti            | Comp               | Pres               | Reti               | Comp        | Pres        | Reti        | Pres   | Reti   |
| -------------------------- | -------------------------- | -------------------------- | ---------- | ---------- | --------------- | --------------- | --------------- | ------------------ | ------------------ | ------------------ | ----------- | ----------- | ----------- | ------ | ------ |
| 2005-2006                  | Roma                       | A                          | 8          | 0          | CI              | 6               | 1               | CU                 | 3                  | 0                  | -           | -           | -           | 17     | 1      |
| 2006-2007                  | Roma                       | A                          | 6          | 1          | CI              | 2               | 0               | UCL                | 3                  | 0                  | SI          | 0           | 0           | 11     | 1      |
| 2007-2008                  | Modena                     | B                          | 33         | 7          | CI              | 1               | 0               | -                  | -                  | -                  | -           | -           | -           | 34     | 7      |
| 2008-gen. 2009             | Roma                       | A                          | 9          | 0          | CI              | 1               | 0               | UCL                | 1                  | 0                  | SI          | 1           | 0           | 12     | 0      |
| gen.-giu. 2009             | Brescia                    | B                          | 16+2       | 2          | CI              | -               | -               | -                  | -                  | -                  | -           | -           | -           | 18     | 2      |
| 2009-gen. 2010             | Roma                       | A                          | 7          | 1          | CI              | 1               | 0               | UEL                | 6                  | 3                  | -           | -           | -           | 14     | 4      |
| gen.-giu. 2010             | Fulham                     | PL                         | 11         | 2          | FACup+CdL       | 2+0             | 1               | UEL                | -                  | -                  | -           | -           | -           | 13     | 3      |
| 2010-gen. 2011             | Roma                       | A                          | 4          | 0          | CI              | 0               | 0               | UCL                | 0                  | 0                  | SI          | 1           | 0           | 5      | 0      |
| gen.-giu. 2011             | Bari                       | A                          | 10         | 2          | CI              | 0               | 0               | -                  | -                  | -                  | -           | -           | -           | 10     | 2      |
| 2011-gen. 2012             | Roma                       | A                          | 0          | 0          | CI              | 0               | 0               | UEL                | 2                  | 0                  | -           | -           | -           | 2      | 0      |
| Totale Roma                | Totale Roma                | Totale Roma                | 34         | 2          |                 | 10              | 1               |                    | 15                 | 3                  |             | 2           | 0           | 61     | 6      |
| gen.-giu. 2012             | Parma                      | A                          | 14         | 3          | CI              | -               | -               | -                  | -                  | -                  | -           | -           | -           | 14     | 3      |
| 2012-2013                  | Spezia                     | B                          | 38         | 7          | CI              | -               | -               | -                  | -                  | -                  | -           | -           | -           | 38     | 7      |
| 2013-gen. 2014             | Parma                      | A                          | 2          | 0          | CI              | 0               | 0               | -                  | -                  | -                  | -           | -           | -           | 2      | 0      |
| Totale Parma               | Totale Parma               | Totale Parma               | 16         | 3          |                 | 0               | 0               |                    | -                  | -                  |             | -           | -           | 16     | 3      |
| gen.-giu. 2014             | Sampdoria                  | A                          | 13         | 5          | CI              | -               | -               | -                  | -                  | -                  | -           | -           | -           | 13     | 5      |
| 2014-2015                  | Sampdoria                  | A                          | 32         | 4          | CI              | 2               | 0               | -                  | -                  | -                  | -           | -           | -           | 34     | 4      |
| Totale Sampdoria           | Totale Sampdoria           | Totale Sampdoria           | 45         | 9          |                 | 2               | 0               |                    | -                  | -                  |             | -           | -           | 47     | 9      |
| 2015-2016                  | Anderlecht                 | D1                         | 27+10      | 13+2       | CB              | 2               | 0               | UEL                | 10                 | 2                  | -           | -           | -           | 49     | 17     |
| 2016-2017                  | Watford                    | PL                         | 19         | 4          | FACup+CdL       | 1+0             | 0               | -                  | -                  | -                  | -           | -           | -           | 20     | 4      |
| 2017-2018                  | Watford                    | PL                         | 15         | 1          | FACup+CdL       | 1+0             | 0               | -                  | -                  | -                  | -           | -           | -           | 16     | 1      |
| 2018-gen. 2019             | Watford                    | PL                         | 2          | 0          | FACup+CdL       | 0+1             | 0               | -                  | -                  | -                  | -           | -           | -           | 3      | 0      |
| Totale Watford             | Totale Watford             | Totale Watford             | 36         | 5          |                 | 3               | 0               |                    | -                  | -                  |             | -           | -           | 39     | 5      |
| gen.-giu. 2019             | Udinese                    | A                          | 16         | 6          | CI              | -               | -               | -                  | -                  | -                  | -           | -           | -           | 16     | 6      |
| 2019-2020                  | Udinese                    | A                          | 33         | 8          | CI              | 0               | 0               | -                  | -                  | -                  | -           | -           | -           | 33     | 8      |
| 2020-2021                  | Udinese                    | A                          | 22         | 4          | CI              | 1               | 0               | -                  | -                  | -                  | -           | -           | -           | 23     | 4      |
| set. 2021                  | Udinese                    | A                          | 2          | 0          | CI              | 1               | 0               | -                  | -                  | -                  | -           | -           | -           | 3      | 0      |
| Totale Udinese             | Totale Udinese             | Totale Udinese             | 73         | 18         |                 | 2               | 0               |                    | -                  | -                  |             | -           | -           | 75     | 18     |
| set. 2021-2022             | İstanbul Başakşehir        | SL                         | 31         | 12         | TK              | 1               | 0               | -                  | -                  | -                  | -           | -           | -           | 32     | 12     |
| 2022-2023                  | İstanbul Başakşehir        | SL                         | 21         | 1          | TK              | 2               | 1               | UECL               | 14                 | 5                  | -           | -           | -           | 37     | 7      |
| ago. 2023                  | İstanbul Başakşehir        | SL                         | 0          | 0          | TK              | -               | -               | -                  | -                  | -                  | -           | -           | -           | 0      | 0      |
| Totale Istanbul Basaksehir | Totale Istanbul Basaksehir | Totale Istanbul Basaksehir | 52         | 13         |                 | 3               | 1               |                    | 14                 | 5                  |             | -           | -           | 69     | 19     |
| Totale carriera            | Totale carriera            | Totale carriera            | 402        | 85         |                 | 25              | 3               |                    | 39                 | 10                 |             | 2           | 0           | 468    | 98     |

### Cronologia presenze e reti in nazionale
| Cronologia completa delle presenze e delle reti in nazionale ― Italia | Cronologia completa delle presenze e delle reti in nazionale ― Italia | Cronologia completa delle presenze e delle reti in nazionale ― Italia | Cronologia completa delle presenze e delle reti in nazionale ― Italia | Cronologia completa delle presenze e delle reti in nazionale ― Italia | Cronologia completa delle presenze e delle reti in nazionale ― Italia | Cronologia completa delle presenze e delle reti in nazionale ― Italia | Cronologia completa delle presenze e delle reti in nazionale ― Italia |
| Data                                                                  | Città                                                                 | In casa                                                               | Risultato                                                             | Ospiti                                                                | Competizione                                                          | Reti                                                                  | Note                                                                  |
| --------------------------------------------------------------------- | --------------------------------------------------------------------- | --------------------------------------------------------------------- | --------------------------------------------------------------------- | --------------------------------------------------------------------- | --------------------------------------------------------------------- | --------------------------------------------------------------------- | --------------------------------------------------------------------- |
| 18-11-2014                                                            | Genova                                                                | Italia                                                                | 1 – 0                                                                 | Albania                                                               | Amichevole                                                            | 1                                                                     | 65’                                                                   |
| 13-11-2015                                                            | Bruxelles                                                             | Belgio                                                                | 3 – 1                                                                 | Italia                                                                | Amichevole                                                            | -                                                                     | 80’                                                                   |
| 17-11-2015                                                            | Bologna                                                               | Italia                                                                | 2 – 2                                                                 | Romania                                                               | Amichevole                                                            | -                                                                     | 70’                                                                   |
| 29-3-2016                                                             | Monaco di Baviera                                                     | Germania                                                              | 4 – 1                                                                 | Italia                                                                | Amichevole                                                            | -                                                                     | 68’                                                                   |
| 15-11-2020                                                            | Reggio Emilia                                                         | Italia                                                                | 2 – 0                                                                 | Polonia                                                               | UEFA Nations League 2020-2021 - 1º turno                              | -                                                                     | 79’                                                                   |
| Totale                                                                |                                                                       | Presenze                                                              | 5                                                                     |                                                                       | Reti                                                                  | 1                                                                     |                                                                       |

## Palmarès

### Club

#### Competizioni giovanili
- Campionato Primavera: 1

Roma: 2004-2005

#### Competizioni nazionali
- Coppa Italia: 1

Roma: 2006-2007

### Individuale
- Inserito tra le dieci stelle del campionato d'Europa Under-19 2008[47]